# Nel Kars
Nel Kars (Amsterdam, 11 mei 1938) is een Nederlands actrice.

## Carrière
Kars volgde de kunstnijverheidsschool (de latere Gerrit Rietveld Academie) en studeerde in 1960 af aan de Amsterdamse Toneelschool in een klas met verder uitsluitend jongens, onder wie Willem Nijholt, Jacques Commandeur en Guido de Moor. Na dat jaar speelde ze achtereenvolgens bij de toneelgezelschappen Ensemble (Eindhoven) en Arena (Den Haag). Sinds 1963 speelt Kars op het toneel uitsluitend solovoorstellingen en sinds 1988 alleen stukken over het Nederlandse vorstenhuis, onder andere over koninklijke personen als koningin Sophie, prinses Marianne, koningin Anna Paulowna en koningin Emma. Daarnaast speelde ze rollen in twee films en in talrijke televisieproducties. In 2000 werd ze benoemd tot Ridder in de Orde van Oranje-Nassau en ontving ze de Magda Janssens Hoedenspeld, doorgeefprijs voor acteurs, in het bijzonder solotoneel. Ze ontving de prijs van Tob de Bordes. In 2014 gaf ze deze door aan Gerda Havertong.

## Voorstellingen (selectie)
- 1963-1988: Toneel uit verschillende eeuwen
- 1972-1988: Ik, jij, zij
- 1980-1988: Carré Vrouwen

### Solovoorstellingen over het vorstenhuis
- 1988-1993: Koningin Sophie
- 1993-1999: De Russische Oranje: Het leven van Anna Paulowna
- 1999-2005: Prinses Marianne, de romantische Oranje
- 2005-2011: Koningin Emma, redster van Oranje
- 2012-heden: Buigen voor Oranje

### Hoorspel
TROS Hoorspel De veiligheidsdienst faalt op 15 februari 1976 in vertaling uit het Engels door Hélène Swildens onder regie van Bert Dijkstra.

## Films
- Keetje Tippel - 1975
- Een vlucht regenwulpen - 1981

## Televisie (selectie)
- Claudia en David (1960)
- Dienst op Golgota (1960)
- The Great Sebastians (1960)
- De Vrolijke Vrouwtjes van Windsor (1960)
- Thee voor een dode dame (1961)
- De glimlach van Mona Lisa (1962)
- Niets dan de waarheid (1962)
- NCRV Bijbelserie (1964)
- Op de kermis (1965)
- Swiebertje (1965-1966)
- Bart Boudewijn (1967)
- Waaldrecht (1972)
- Ik dacht dat ik op tijd zou zijn (1974)
- De film van Ome Willem (1980-1981)
- De vogel (1982)